# Naken trattkaktus
Naken trattkaktus (Eriosyce napina) är en art inom trattkaktussläktet och familjen kaktusväxter, som har sin naturliga utbredning i Chile.

## Beskrivning

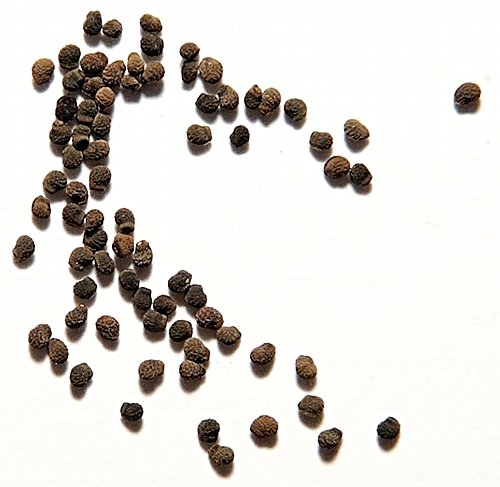
Frön från Eriosyce napina med fältnummer FK 75

Naken trattkaktus är en tillplattat klotformad eller utplattad kaktus som blir upp till 4 centimeter i diameter, och är grå till rödbrun i färgen. Den är uppdelad åsar, men dessa är så svåra att urskilja att den mest ser ut att vara uppdelad i vårtor som är mellan 2 och 5 millimeter i diameter. På vårtorna sitter få till många taggar. Den har 0 till 2 centraltaggar, och 6 till 14 radiärtaggar. Areolerna är insjunkna och fyllda med ett vitt ull. Den har även en kraftig pålrot som har en tunn rothals. Blommorna är blekgula till blekröda i färgen. Frukten är avlång när den är mogen. Fröna är bruna till svarta och cirka 1 millimeter stora.

## Underarter
E. napina ssp. napina

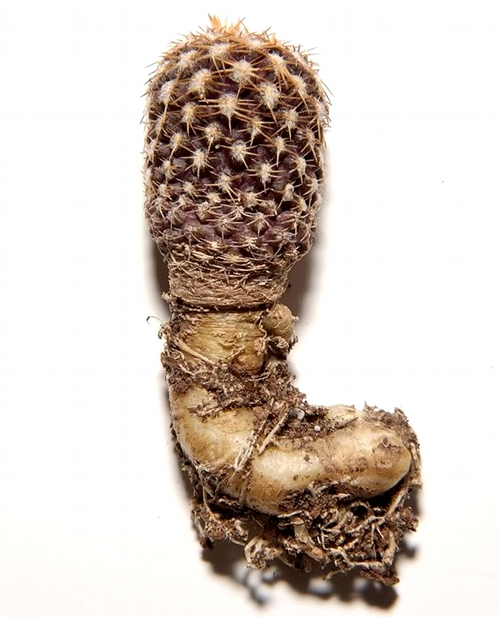
Eriosyce napina ssp. aerocarpa

Den är grå i färgen, 5 till 8 svarta taggar som är mellan 2 och 5 millimeter långa och tätt pressade mot kroppen. 

E. napina ssp. aerocarpa (F.Ritter) Ferryman 2003
 
Blir 2 till 3 centimeter i diameter och är uppdelad i upp till 24 åsar. Taggarna är raka till krökta och rödabruna till färgen. 0 till 2 centraltaggar som blir upp till 10 millimeter långa, och 6 till 14 radiärtaggar som blir från 2 till 3 millimeter långa. Blommorna är blekröda, har en mörkare mittlinje på kronbladen och blir från 3 till 5 centimeter stora.

E. napina ssp. glabrescens (F.Ritter) Ferryman 2003
 
Den har en mjuk nästan tagglös växtkropp som är uppdelad i 7 till 8 åsar. Åsarna är uppdelade i vårtor som blir 3 till 5 millimeter i diameter.

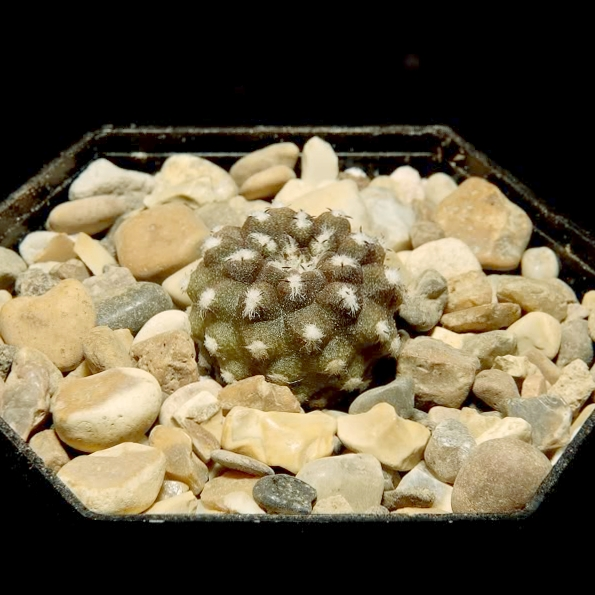
Eriosyce napina ssp. tenebrica

E. napina ssp. lembckei (Backeb.) Katt. 1994

Blir 1 till 3 centimeter i diameter och är uppdelad i vårtor som blir 1 till 2 millimeter i diameter. Taggarna är ordnade likt kammar och är hornfärgade. Blommorna är gula.

E. napina ssp. tenebrica (F.Ritter) Ferryman 2003

Den är brunsvart i färgen, är uppdelad i 12 åsar och blir från 2 till 4 centimeter i diameter. Åsarna är uppdelade i vårtor som blir 2 till 3 millmeter höga och 3 till 6 millimeter i diameter. På vårtorna sitter taggar som består ingen centraltagg och 3 till 6 tunna radiärtaggar som blir 1 till 2 millimeter långa. Blommorna är gula till blekt rödbruna och blir 3 till 5 centimeter stora. 

## Synonymer
- Echinocactus napinus Philippi 1872
- Neoporteria napina (Philippi) Backeb. 1935
- Chilenia napina (Philippi) Backeb. 1939
- Neochilenia napina (Philippi) Backeb. 1942
- Thelocephala napina (Philippi) Y.Itô 1957
- Chileorebutia napina (Philippi) F.Ritter 1959, ogiltigt publicerad
- Echinocactus mitis Philippi 1894
- Neochilenia mitis (Philippi) Backeb. 1959
- Neochilenia imitans Backeb. 1959, ogiltigt publicerad

### E. napina ssp. aerocarpa
- Chileorebutia aerocarpa F.Ritter 1960, ogiltigt publicerad
- Neochilenia aerocarpa (F.Ritter) Backeb. 1980
- Thelocephala aerocarpa (F.Ritter) F.Ritter 1980
- Eriosyce aerocarpa (F.Ritter) Katt. 1994
- Neoporteria reichei var. aerocarpa (F.Ritter) Ferryman 1991
- Thelocephala nuda F.Ritter 1980

### E. napina ssp. glabrescens
- Chileorebutia glabrescens F.Ritter 1960, ogiltigt publicerad
- Thelocephala glabrescens (F.Ritter) F.Ritter 1980
- Eriosyce odieri ssp. glabrescens (F.Ritter) Katt. 1994

### E. napina ssp. lembckei
- Neochilenia lembckei Backeb. 1959, ogiltigt publicerad
- Thelocephala lembckei (Backeb.) F.Ritter 1980, ogiltigt publicerad
- Neochilenia neoreichei Backeb. 1959, ogiltigt publicerad
- Reicheocactus neoreichei (Backeb.) Backeb. 1962, ogiltigt publicerad
- Chileorebutia duripulpa F.Ritter 1963, ogiltigt publicerad
- Neochilenia duripulpa (F.Ritter) Backeb. 1963
- Thelocephala duripulpa (F.Ritter) F.Ritter 1980
- Eriosyce napina var. duripulpa (F.Ritter) Katt. 1994
- Eriosyce napina ssp. duripulpa (F.Ritter) Katt. 2001

### E. napina ssp. tenebrica
- Thelocephala tenebrica F.Ritter 1980
- Eriosyce tenebrica (F.Ritter) Katt. 1994
- Thelocephala fankhauseri F.Ritter 1980